# James Laughlin
James Laughlin (Pittsburgh, 30 ottobre 1914 – Norfolk, 12 novembre 1997) è stato un poeta, saggista e editore statunitense, ricordato soprattutto per aver fondato la casa editrice New Directions.

## Biografia
James Laughlin nacque in una ricca famiglia di industriali. Il suo bisnonno James H. Laughlin (1806–1882) fu uno dei pionieri dell'industria statunitense e l'industria di famiglia, la Jones & Laughlin Steel Corporation, fu una delle principali industrie siderurgiche degli Stati Uniti. Come dichiarò il nostro James Laughlin, l'attività editoriale non sarebbe stata possibile senza i profitti dell'industria siderurgica familiare.
Laughlin frequentò la Choate Rosemary Hall a Wallingford (Connecticut), dove ebbe come insegnante di lettere Dudley Fitts, stimato anche come traduttore dal greco antico, il quale in seguito lo presentò a Gertrude Stein e ad Ezra Pound. Nel 1933 si iscrisse all'Università di Harvard dove seguì corsi di letteratura latina e italiana. Per quanto riguardava la letteratura moderna, ad Harvard veniva impartito un insegnamento più conservatore rispetto al Choate: secondo Laughlin, il professor Robert Hillyer, che dirigeva il programma di scrittura, usciva dalla stanza quando venivano menzionati poeti modernisti come Ezra Pound o T. S. Eliot.
Nel 1934, durante il secondo anno di iscrizione ad Harvard, Laughlin si recò in Europa. A Rapallo incontrò Ezra Pound il quale gli impartì per alcuni mesi delle lezioni private ("Ezuversity"); quando Pound gli disse che doveva tornare ad Harvard e fare "qualcosa di utile", Laughlin comprese che doveva dedicarsi all'editoria. Dedicherà diverse poesie e scritti alla sua relazione con una giovane conosciuta a Rapallo, "Lola".
Ritornato in patria, nel 1936 Laughlin fondò la casa editrice New Directions con un capitale iniziale di 100 mila dollari datogli da suo padre. Per l'attività editoriale Laughlin si ispirò a criterî estranei al mercato. Le prime opere edite dalla "New Directions", giudicata «la palestra più aperta e interessante della nuova letteratura». furono antologie di scrittori alternativi sia americani che europei intitolate New Directions in Prose and Poetry, continuate con periodicità annuale (uniche interruzioni nel 1943 e nel 1945) fino al numero 55 nel 1991. La casa editrice "New Directions" pubblicò sia opere letterarie di scrittori di lingua inglese, talora ancora sconosciuti (per esempio, le prime opere in inglese di Vladimir Nabokov, quali Nikolaj Gogol') sia opere letterarie europee tradotte in lingua inglese (per esempio Siddhartha di Hermann Hesse). Laughlin intrattenne corrispondenza con alcuni autori, ad esempio con Ezra Pound, Delmore Schwartz ed Elio Vittorini.
James Laughlin fu egli stesso poeta, e i testi delle sue poesie hanno spesso carattere autobiografico. Il giudizio sulla sua attività poetica è tuttavia controversa. Lo stesso Massimo Bacigalupo, che pure ha tradotto in italiano opere in versi di Laughlin, nella voce del Dizionario Bompiani delle opere dedicata alle "Poesie di Laughlin" afferma che «le sue poesie sembrano il passatempo di un editore». Per l'Enciclopedia Treccani, come poeta Laughlin, legato al modernismo fin dagli anni del suo esordio, «elaborò una tecnica personale ed eterodossa, fatta di violenti contrasti tra slancio lirico e ironia, tra un raffinato uso della memoria e profanazioni linguistiche del quotidiano».

## Premi e riconoscimenti
- Ivan Sandrof Lifetime Achievement Award del National Book Critics Circle Award (1989)
- Medaglia Robert Frost (1990)
- Distinguished Contribution to American Letters Award from the National Book Award (1992)
- A suo nome è intitolato un premio della Academy of American Poets[16]

## Opere

### Versi
- (EN) The river, 1938.
- (EN) Some Natural Things, New Directions, 1945.
- (EN) A small book of poems, New Directions, 1948.
- (EN) The Wild Anemone & Other Poems, New Directions, 1957.
- (EN) Confidential Report and Other Poems, Gaberbocchus Press, 1959.
- (EN) Tabellae, Grenfell Press, 1986.
- (EN) Selected Poems 1935-1985, City Lights Publishers, 1986.
- (EN) In Another Country, City Lights Publishers, 1978.
- (EN) The Owl of Minerva, Copper Canyon Press, 1987.
- (EN) The Bird of Endless Time, Copper Canyon Press, 1989.
- (EN) The Man in the Wall, New Directions, 1993.
- (EN) The House of Light, Keoghs Books, 1986.
- (EN) Angelica, The Grenfell Press, 1992.
- (EN) Collected Poems of James Laughlin, Moyer Bell, 1992.
- (EN) The Country Road, Zoland Books, 1995.
- (EN) The Secret Room, New Directions, 1997.
- (EN) Poems, new and selected, New Directions, 1998.
- (EN) A Commonplace Book of Pentastichs, New Directions, 1998.

### Prose
- (EN) New Directions in Prose and Poetry 22, New Directions Publishing Corporation, 1970.
- (EN) Master of Those Who Know: Pound the Teacher, City Lights Publishers, 1986.
- (EN) Pound As Wuz: Essays and Lectures on Ezra Pound, Graywolf Press, 1988.
- (EN) Random Essays: Recollections of a Publisher, Moyer Bell Ltd, 1991.
- (EN) Remembering William Carlos Williams, New Directions Publishing Corporation, 1995.
- (EN) Byways: A Memoir, New Directions, 2005.
- (EN) The Way It Wasn't: From the Files of James Laughlin, New Directions, 2006.

### Epistolari
- (EN) James Laughlin e Ezra Pound, Selected Letters, a cura di David McCall Gordon, New York, W. W. Norton, 1994.
- (EN) James Laughlin e Delmore Schwartz, Selected Letters, a cura di Robert Phillips, New York, W. W. Norton, 1993.
- James Laughlin e Elio Vittorini, Epistolario americano, a cura di Gianpiero Chirico, prefazione di Raffaele Crovi, Palermo, A. Lombardi, 2002, ISBN 88-7260-113-4.

### Opere tradotte in lingua italiana
- Pulsatilla, traduzione di Mary de Rachewiltz, Testo orig. a fronte, Milano, All'insegna del pesce d'oro, 1961.
- Quello che la matita scrive, traduzione di Mary De Rachewiltz, Trad. italiana a fronte, Parma, Guanda, 1970.
- In un altro paese, traduzione di Mary de Rachewiltz, Trad. italiana a fronte, Spinea, Edizioni del Leone, 1990.
- Angelica : frammento di un'autobiografia, traduzione di Rita Severi, Raffaelli Editore, 2005, ISBN 88-89642-07-6.
- Scorciatoie : poesie 1945-1997, traduzione di Massimo Bacigalupo, Trad. italiana a fronte, Milano, Oscar Mondadori, 2003, ISBN 88-04-51791-3.
- Una lunga notte di sogni : poesie 1945-1997, traduzione di Massimo Bacigalupo, Trad. italiana a fronte, Parma, Guanda, 2012, ISBN 978-88-6088-125-0..